# 赤埴重賢

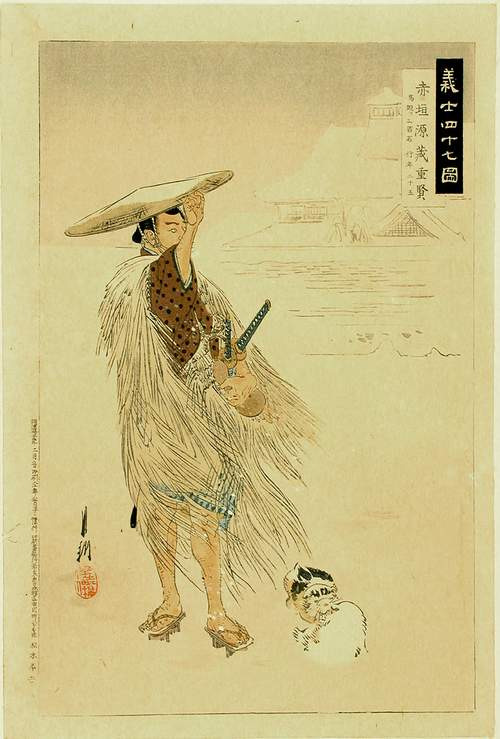
『義士四十七図　赤垣源蔵重賢』（尾形月耕図）

赤埴 重賢（あかばね/あかはに しげかた、寛文9年（1669年） - 元禄16年2月4日（1703年3月20日））は、江戸時代の武士。赤穂浪士四十七士の一人。通称は源蔵（げんぞう）。

## 生涯
寛文9年（1669年）、誕生。父は赤埴一閑あるいは塩山十左衛門とされる。母は高野忠左衛門の娘。播磨国赤穂藩士として仕え、馬廻（200石）をつとめた。
元禄14年（1701年）3月14日、主君・浅野長矩が江戸城松之大廊下で吉良義央に刃傷に及び、長矩は即日切腹、赤穂藩は改易となった。重賢は堀部武庸らとともに急進的な仇討ち論者で、江戸に潜伏して個人で吉良義央への復讐を狙っていた。元禄15年（1702年）7月、大石良雄が京都円山会議で仇討ちを決定。大石は江戸に下り、吉良屋敷討ち入りは12月14日夜に決まった。
弟と妹がおり、史実において赤埴は元禄15年12月12日に妹の嫁ぎ先の阿部対馬守家臣・田村縫右衛門のもとを訪ねている。その日赤埴が普段より着飾ってた事に関して縫右衛門の父から苦言を呈されたが、重賢はただ遠方へ向かうので暇乞いに来たとだけ告げて、差し出された杯を受けて辞去した。
吉良屋敷への討ち入りでは裏門隊に属して戦った。この時、菅谷政利と屋内に討ち入り、小者の着物を着た男と出会い見逃すが、後にこの男が吉良家の家老・斎藤宮内と知り大いに悔やんだという。武林隆重が吉良義央を斬殺し、一同がその首をあげたあとは、重賢は大石良雄らとともに細川綱利の屋敷に預けられた。
細川家の『堀内伝右衛門覚書』には、討ち入りでは特筆すべき活躍はないと記されている。
元禄16年（1703年）2月4日、江戸幕府の命により、同志とともに切腹。享年35。戒名は、刃廣忠劔信士。泉岳寺に埋葬された。

## 創作
後年語られる「忠臣蔵」の物語の中では「赤垣源蔵」（あかがき げんぞう）の名でも呼ばれる。討ち入りの前夜に兄・塩山与左衛門の家に暇乞いに訪ね不在だったため兄嫁に頼んで兄の羽織を出してもらい、これを兄に見立てて酒を酌み交わし別れを告げる「徳利の別れ」の場面として描かれるようになった。しかし史実における重賢に兄はおらず、また実際は下戸であったといわれる。
また、討ち入りに際して、引き上げの時に、火事にならぬよう吉良屋敷の火の始末をしたという話が作られている。史実では、赤埴ら裏門組は小者の襟首つかんで引据え、生命が惜しけりゃ蝋燭を出せと脅し、使用後の蝋燭はそのまま放置したり追手が来ないよう倒したりして引き上げている。

## 関連作品
浪曲
- 長編歌謡浪曲 元禄花の兄弟 赤垣源蔵 （三波春夫）
- 長編歌謡物語 赤垣源蔵（2005年） （山口瑠美）

映像
戦前・戦後問わず、下記の作品以外にも多くの作品で登場している。
- 忠臣蔵 花の巻・雪の巻（1962年、演：岩本弘司）
- あゝ忠臣蔵（1969年、演：夏八木勲）
- 大忠臣蔵（1971年、演：フランキー堺）
- 元禄太平記（1975年、演：長沢大）
- ご存知女ねずみ小僧（1977年、演：林与一）
- 赤穂城断絶（1978年、演：志茂山高也）
- 赤穂浪士（1979年、演：藤沢徹夫）
- 峠の群像（1982年、演：若狭厚）
- 忠臣蔵（1985年、演：あおい輝彦）
- 忠臣蔵 風の巻・雲の巻（1991年、演：渡辺謙）
- 四十七人の刺客（1994年、演：保木本竜也）
- 忠臣蔵（1996年、演：勝野洋）
- 元禄繚乱（1999年、演：中村仲助）
- 赤穂浪士（1999年、演：初代市川右近）
- 忠臣蔵〜決断の時（2003年、演：船越英一郎）
- 忠臣蔵（2004年、演：永島敏行）
- 忠臣蔵 瑤泉院の陰謀（2007年、演：北川隆一）
- 忠臣蔵〜その男、大石内蔵助（2010年、演：勝村政信）